# Oxytropis pusilla
Oxytropis pusilla är en ärtväxtart som beskrevs av Aleksandr Andrejevitj Bunge. Oxytropis pusilla ingår i släktet klovedlar, och familjen ärtväxter. Inga underarter finns listade i Catalogue of Life.